# Mistela
La mistela és un vi de licor tradicional. És un vi semi-fermentat de gust dolç i de color fustós, elaborat amb vi most macerat amb alcohol vínic. El nom de 'mistela' prové de l'italià dialectal mistella, derivat de misto, amb el significat de 'mixt' o 'mescla'.
La mistela pot ser blanca o negra, a partir de diferents varietats de raïm, però predominen les misteles blanques. Com a vi de licor de qualitat VLQPRD, està regulat en els reglaments de les denominacions d'origen. El raïm és d'un grau alcohòlic volumètric natural mínim de 12 vol. En la seva elaboració se separa el most flor del raïm, es filtra el vi i es macera afegint-hi alcohol vínic. Seguidament es remou un o dos cops al dia, durant una o dues setmanes, per airejar-lo i deixar inactius els llevats. Acabada la maceració se separen els sòlids amb una premsa fins a assolir un grau alcohòlic volumètric adquirit entre 15% vol i 22% vol. La mistela de criança té un envelliment mínim de dos anys, un dels quals en envàs de fusta de roure.

## Característiques
Aquest vi dolç pot ser blanc o negre, sempre tindrà entre 13 i 23 graus d'alcohol i el seu contingut de sucres residuals oscil·larà entre els 70-200 g/litre, essent això el que li donarà la dolçor.
El procés que marcarà la diferència en la elaboració de la mistela serà l'addició d'alcohol etílic durant la fermentació, que serà el que inhibeixi l'acció dels llevats, contribuint també a l'extracció dels compostos que donaran l'expressió final del cos d'aquest vi, i fent que queda una major quantitat de sucres que els que tindria un vi amb fermentació completa.
Mitjançant aquesta addició d'alcohol assegurarem també la conservació dels compostos aromàtics característics de la varietat.
Des del punt de vista comercial, les misteles han de respondre, almenys, al tipus 15/8, és a dir, que destinin com a mínim 15º alcohòlics i una densitat de 8è Baumé, o de grau de dolç, el que correspon a 185-190 grams de sucre per litre. Per determinar la riquesa en sucre en funció de la densitat, cal utilitzar una taula especial de correspondència que tingui en compte la presència d'alcohol.
Així doncs, per obtenir una mistela és indispensable partir de raïms prou dolços, que continguin almenys 230 a 240g de sucre per litre (13,5º a 14º d'alcohol en potència). D'altra banda, els mostos han de tenir una acidesa baixa (2,5 a 3 grams per litre) perquè no s'atenuï el seu sabor dolç.

## Preparació

### Microorganismes presents al procès de fermentatiu
En estudis sobre la Microbiota present al raïm de diferents varietats, entre les quals estan la garnatxa, l'ull de llebre i sauvignon blanc es van aïllar 1440 soques de vuit generes diferents, essent aquests Kloekera, Càndida, Rhodotòrula, Trichosporon, Debaryomyces, Hansènula, Torulopsis i Saccharomyces, d'unes 31 espècies diferents dintre d'aquests gèneres. La predominança d'aquests microorganismes anirà canviant al llarg del procés de fermentació, havent-hi tres fases en allò que es refereix a la fermentació del vi.
- En la primera fase, trobarem una predominança (43%) del gènere Kloekera seguit de Saccharomyces (26%) i Càndida, Debariomyces, Rodhotòrula, Tricosporon i Torulopsis (que fan un 19% entre totes elles).
- En la segona fase (l'exponencial), començarà la predominança de Saccharomyces (77%), mantenint-se també especies del gènere Kloekera.
- En la tercera fase, el domini de Saccharomyces serà quasi absolut (98%), encara que apareixeran també Rhodotòrula i Hansènula.

Altres investigacions han evidenciat la biodiversitat de les poblacions microbianes del raïm i la seva influencia en la qualitat analítica i organolèptica del vi.
En el cas de la mistela, com que aturem la fermentació en un punt intermedi mitjançant l'addició d'alcohol, els microorganismes predominants seràn Saccharomyces, però no s'arribarà al punt esmentat de la tercera fase on hi ha el final del procés de fermentació.

### Misteles blanques

#### Apagat d'un most amb alcohol
El raïm blanc o negre es exprimit, escorregut i premsat. El most que prové de l'escorreguda i del premsat es posa en una bota curosament preparada, de la qual es coneix exactament la capacitat a diferents altures. L'addició d'alcohol es fa a mesura que es va omplint la bota per impedir l'inici de la fermentació i obtenir una bona homogeneïtzació. Si s'ha d'afegir l'alcohol en una sola vegada, s'ha de barrejar amb el most introduint l'alcohol per la part baixa del dipòsit.

#### Càlcul del volum d'alcohol a afegir
Per calcular el volum d'alcohol a afegir ens podem trobar en diferent casos:
{\displaystyle V=a\div b}
{\displaystyle V=c\div (b-e)}
{\displaystyle V=(f*(b-e))/e}
a = capacitat de la bota x grau d'alcohol de la mistela
b = grau de l'alcohol disponible
c = most disponible x grau d'alcohol de la mistela
e = grau d'alcohol de la mistela
f = quantitat limitada d'alcohol

#### Tràfec
Després de barrejar l'alcohol, la mistela s'ha de deixar en repòs durant tres o quatre setmanes, després se separa el vi d'aquelles matèries sòlides dipositades en el fons de les botes, durant la fermentació i durant les diferent etapes de criança. Per evitar l'obtenció d'una proporció molt gran de pòsits, és convenient clarificar els mosts per centrifugació abans de l'addició de l'alcohol. El desfangat (procés de separació de la part més clara i transparent del most de les parts sòlides) previ dels mosts mitjançant l'anhídrid sulfurós no és aconsellable, perquè el SO2 deprecia les qualitats gustatives de la mistela.

### Misteles negres
Per a les misteles negres, l'addició d'alcohol es fa sobre la verema rebregada i derrapat, o sigui en presència de les brises. La homogenización en aquest cas és molt més difícil i cal remoure diverses vegades la verema i l'alcohol. Després d'una maceració de tres o quatre setmanes, es transvasa i les brises són immediatament premsades; la mistela de premsa es barreja amb la mistela d'escorregut. En aquesta preparació les pèrdues d'alcohol són molt més importants que en el cas de les misteles blanques i és molt difícil no passar del limiti tolerat i fixat en un 5%. Per això, aquest tipus de misteles, són bastant menys corrents que el precedent.

## Destinació
Les misteles es destinen al consum directe, un cop envellides. En aquest cas, l'acidesa total expressada en SO4H2 ha d'estar entre 2.5 i 3 grams per mil·lilitre perquè el caràcter àcid no desmillori el sabor dolç dels sucres. Alguns tècnics prefereixen una acidesa de 3,8 a 4 g / ml per disminuir la pastositat causada per l'alta concentració de sucre.
Tot i així la utilització més freqüent de la mistela és la preparació de vins licorosos i l'endolçament de vins comuns de taula.
Com que la llei exigeix la intervenció de l'autoritat per qualsevol manipulació que es vulgui fer amb la mistela els bodeguers solen recórrer a una mescla d'aquesta amb una proporció de vi, i així la mistela deixa de ser-ho des d'un punt de vista legal, canviant de classe, passant a la dels vins blancs dolços especials, i des d'aquest moment es gestiona com un vi qualsevol.

## Comercialització
La comercialització es pot realitzar als 8 mesos com a mínim, depenent de l'examen organolèptic, el qual ha de reflectir una harmonia entre la barreja del most i l'alcohol. Quan l'examen organolèptic indiqui que es pot comercialitzar, s'han de prendre les mesures necessàries i habituals per assegurar la seva estabilitat, un cop envasat. Al moment de ser consumit es recomana beure'l a una temperatura de 5 °C.

## Producció casolana
Ingredients: 
- Raïm blanc, el suficient per treure 6L de most.
- 1L d'alcohol de 96º apte per consum de boca.

Preparació:
S'ha d'aixafar bé el raïm i passar-lo per un colador. Un cop aconseguits els 6L de most s'ha d'afegir el litre d'alcohol. A l'afegir alcohol al most inhibim la fermentació del sucre i obtenim un licor dolç que és la mistela. Després de remenar-ho, s'ha d'abocar en una marraixa de vidre i es deixa reposar unes quantes setmanes perquè el solatge quedi al fons de la marraixa. I finalment s'ha d'abocar amb cura a les ampolles procurant de no remenar el solatge, tot i que allò ideal és colar-ho amb paper de filtre.

## Denominació

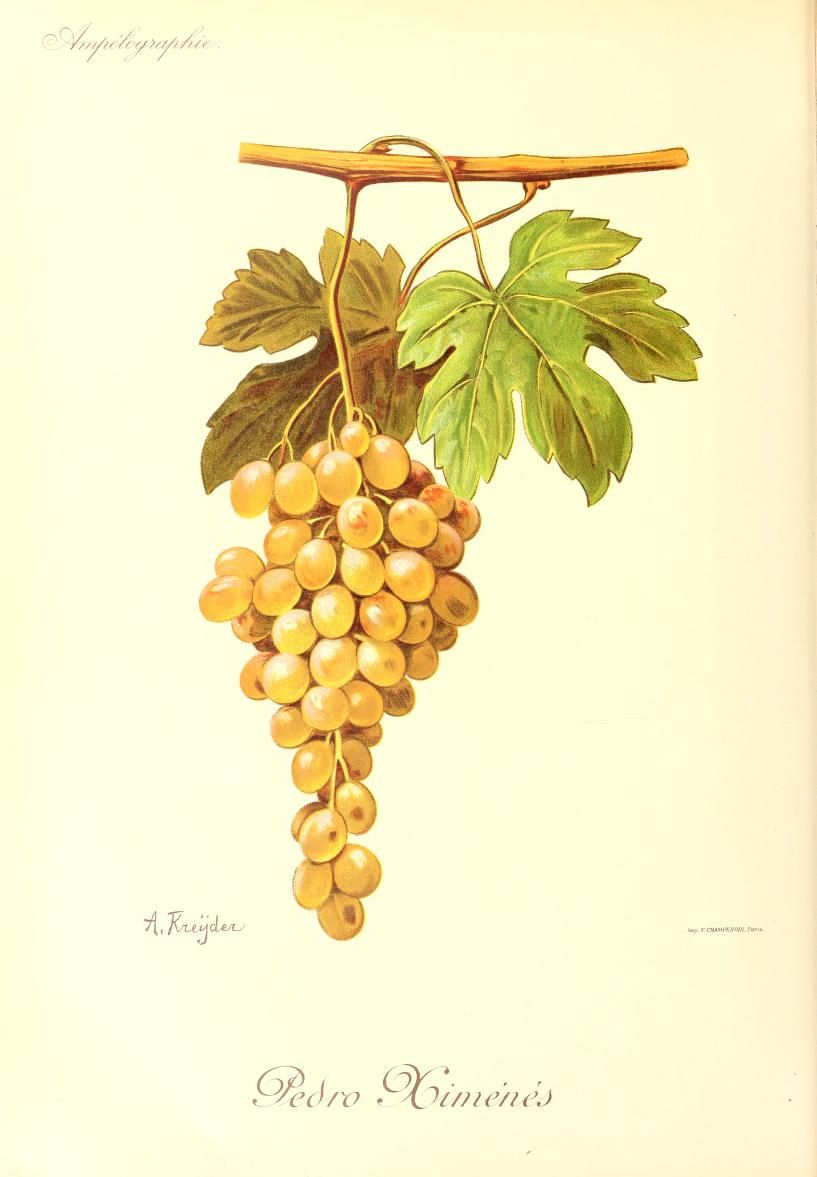
Varietat de raïm blanca Pedro ximenes.

La seva elaboració és tipica de zones càlides del Mediterrani, essent les varietats més utilitzades el raïm d'Alexandria o raïm romà, encara que també es poden utilitzar altres varietats blanques com la garnatxa blanca, la malvasia, o la Pedro Ximenez
S'elaboren misteles a les DO Alella, DO Conca de Barberà, DO Empordà, DO Montsant, DO Pla de Bages, DOQ Priorat, DO Tarragona i DO Terra Alta, DO València i de la subzona de la Marina a la DO Alacant.

## Diferencia entre mistela i moscatell
El moscatell és un vi naturalment dolç que prové del raïm moscatell molt madurat i que la seva fermentació alcohòlica es talla per no deixar que tot el sucre es transformi en alcohol. Per obtenir així, un producte dolç que conserva totes les propietats aromàtiques d'aquest raïm tant característic. Per altra banda, la mistela, que és most (el resultat de premsar el raïm) que pràcticament no ha fermentat gens (així conserva tot el sucre original) se li afegeix alcohol per aconseguir el grau desitjat. Així doncs, les dues són pràcticament igual de dolces, però el moscatell té molta més potència aromàtica típica del raïm moscatell del que prové, i una menor dolçor resultant del major temps que es deixa fermentar abans d'afegir l'alcohol.

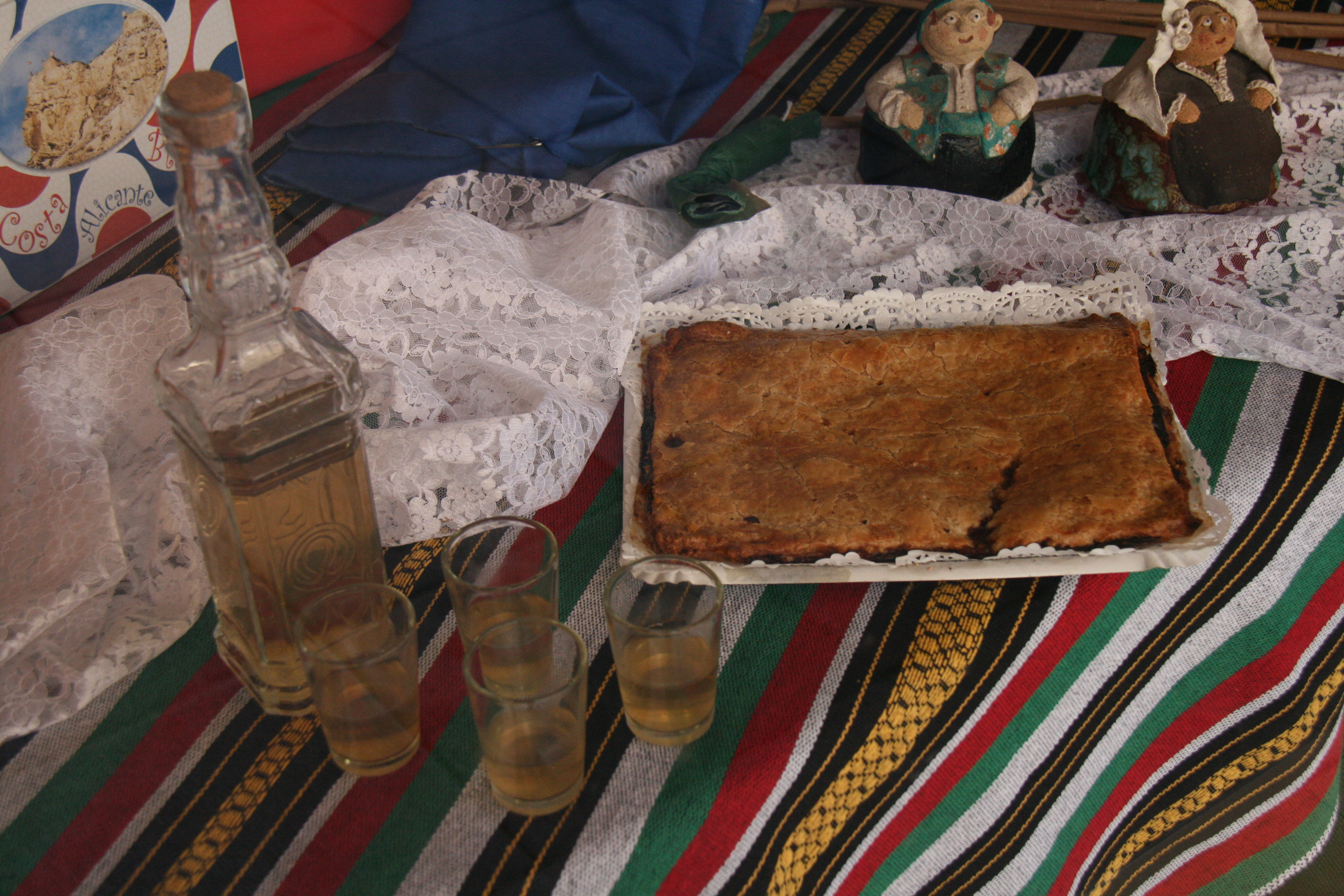
Mistela i coca amb tonyina.

## Ús
Es consumeix generalment com a aperitiu o com a acompanyament de fruita seca o pastes. També s'utilitza per a l'elaboració d'aperitius vínics, com ara vermuts.
A vegades la mistela no es considera pròpiament com un vi si el most no ha arribat a fermentar. També es coneix com a mistela una beguda feta d'aiguardent, aigua, sucre i canyella.